# Floridsdorfer Straße
Die Floridsdorfer Straße B226 ist eine Hauptstraße B und ehemalige Bundesstraße in Wien. Sie verbindet die Bezirke Brigittenau und Floridsdorf über die Floridsdorfer Brücke. Neben der Strecke über die Nordbrücke stellt sie die zweite Verbindung zwischen dem Wiener Gürtel (B221) und der Brünner Straße (B7) her. Da die Nordbrücke seit 2002 vignetten- bzw. mautpflichtig ist, wird sie gerne als Ausweichroute verwendet.

## Verlauf
Die B226 beginnt an der Gürtelbrücke als direkte Verlängerung der Wiener Gürtel Straße (B221) und folgt der Adalbert-Stifter-Straße bis zum Friedrich-Engels-Platz. Im Anschluss quert sie im Zuge der Floridsdorfer Brücke die Donau und folgt der Floridsdorfer Hauptstraße bis Am Spitz, dem Zentrum Floridsdorfs. Der letzte Abschnitt führt entlang der Prager Straße bis zur Kreuzung mit der Katsushikastraße, wo sich die Straßenbezeichnung auf B3 ändert.

## Geschichte
Die Floridsdorfer Straße wurde durch das Bundesgesetz vom 14. Juni 1978 in das Netz der Bundesstraßen in Österreich aufgenommen.

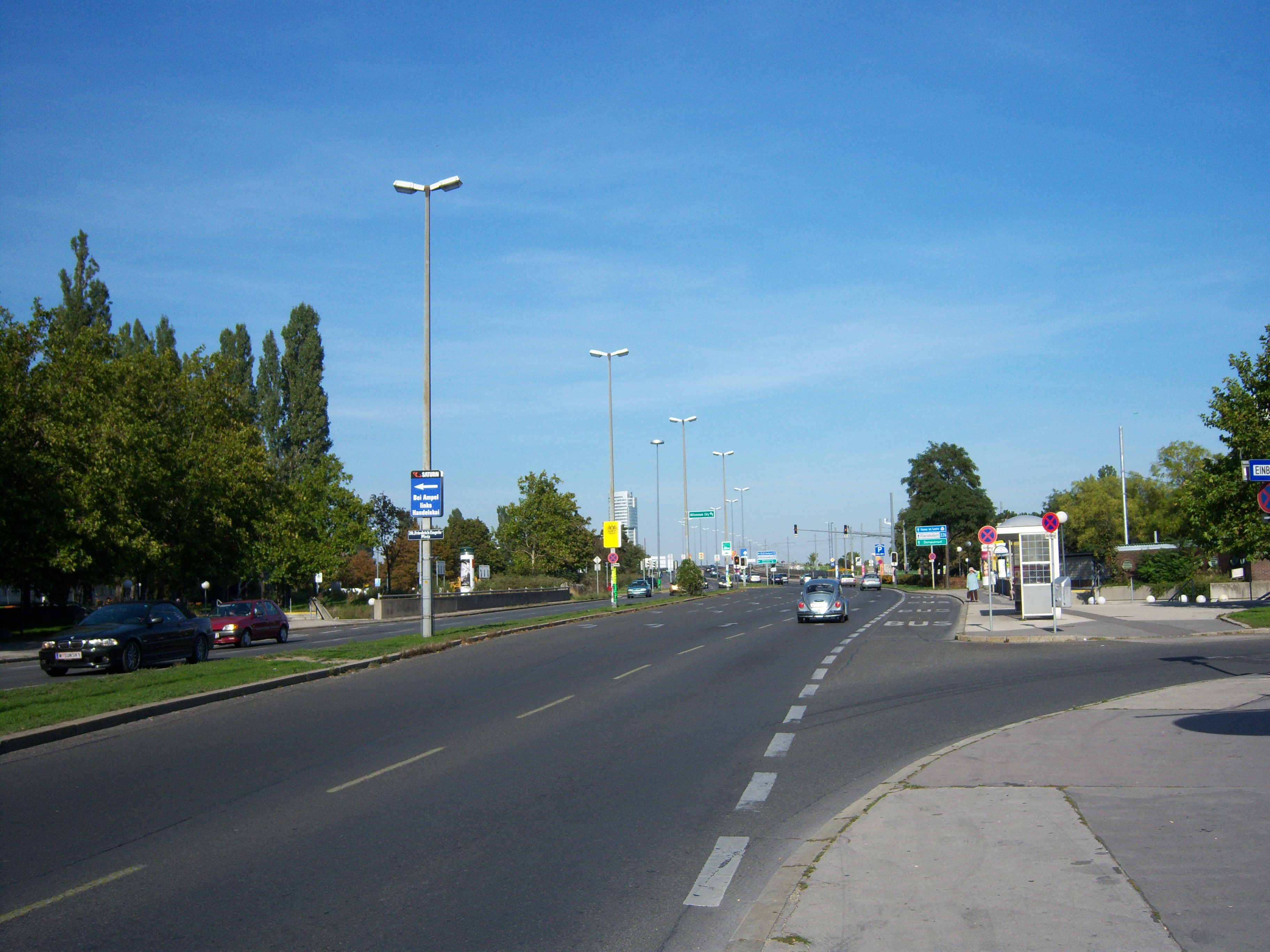
B226 am Friedrich-Engels-Platz
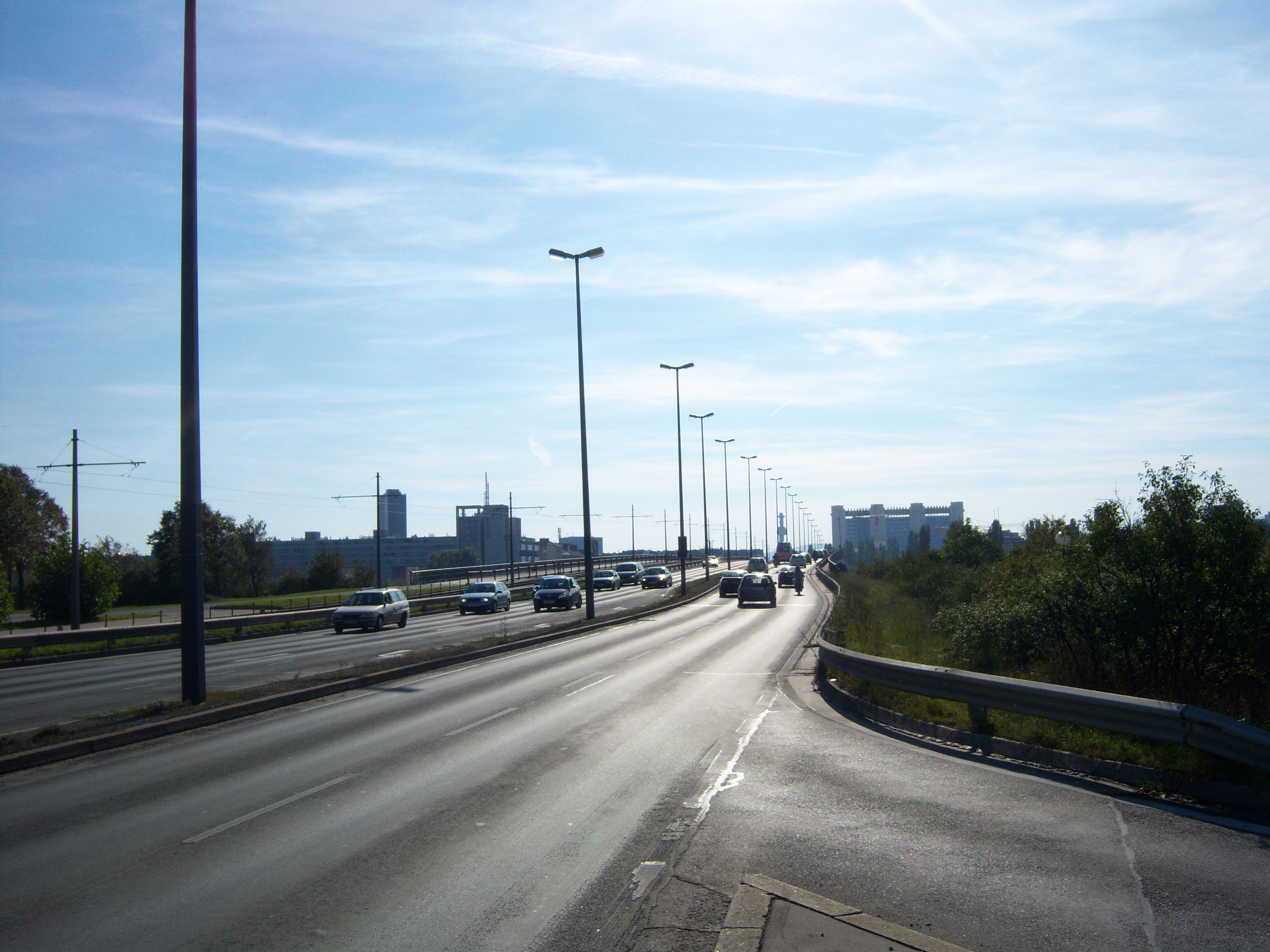
B226 auf der Floridsdorfer Brücke